# The Colour of Spring
A The Colour of Spring volt a Talk Talk harmadik nagylemeze, 1986-ban jelent meg. Ez lett az együttes legnagyobb példányszámban eladott stúdióalbuma, sok országban bekerült a Top 10-be, beleértve saját hazájukat, ahol a toplista 8. helyéig jutott, és 21 hétig szerepelt ezen a listán. Az Egyesült Államokban nem ért el jelentős sikert a lemez, de ennek ellenére a Billboard 200-as listáján az 58. helyet szerezte meg. Szerepel az 1001 lemez, amit hallanod kell, mielőtt meghalsz című könyvben.
Nagy, nemzetközi sláger a "Life's what you make it" lett, ezzel a Talk Talk növelte rajongói bázisát, és így ez lett a harmadik kislemezük, mely szerepelt az amerikai toplistákon az "It"s My Life" és a "Such a Shame" után.
Zeneileg a The Colour of Spring jellemzi leginkább a Talk Talk szintipopos hangzásvilágát, és ez meg is látszik az olyan dalokon, mint a  "Life's What You Make It", a "Living in Another World" és a "Give it up". Ez a hangzás sokkal jobban jellemzi a zenekart, mert sokkal organikusabb, mint a korai lemezeik. Későbbiekben inkább az inprovizácó játszott nagyobb szerepet a lemezkészítések során.

## Az album dalai
|    | Cím                     | Szerző(k)                      | Hossz |
| -- | ----------------------- | ------------------------------ | ----- |
| 1. | Happiness Is Easy       | Tim Friese-Greene, Mark Hollis | 6:30  |
| 2. | I Don't Believe in You  | Friese-Greene, Hollis          | 5:02  |
| 3. | Life's What You Make It | Friese-Greene, Hollis          | 4:28  |
| 4. | April 5th               | Friese-Greene, Hollis          | 5:51  |
| 5. | Living in Another World | Friese-Greene, Hollis          | 6:58  |
| 6. | Give It Up              | Friese-Greene, Hollis          | 5:17  |
| 7. | Chameleon Day           | Friese-Greene, Hollis          | 3:20  |
| 8. | Time It's Time          | Friese-Greene, Hollis          | 8:14  |

## Közreműködők
- Mark Hollis – orgona, gitár, zongora, vokál, Melodica, Mellotron
- Lee Harris – ütőhangszerek, dobok,
- Paul Webb – basszusgitár, vokál, háttérvokál
- Tim Friese-Greene – producer, zongora, billentyűs hangszerek, Mellotron, Kurzweil szintetizátor
- Ian Curnow – billentyűs hangszerek
- Martin Ditcham – ütőhangszerek
- Mark Feltham – szájharmonika, kürt
- Alan Gorrie – basszusgitár
- Robbie McIntosh – gitárok, dobro gitár
- Morris Pert – ütőhangszerek
- Phil Reis – ütőhangszerek
- David Rhodes – gitár
- David Roach – szaxofon
- Gaynor Sadler – hárfa, kürt
- Danny Thompson – basszusgitár
- Steve Winwood – orgona, billentyűs hangszerek
- Dennis Weinrich – hangmérnök
- Dietmar Schillinger – hangmérnök
- Paul Schroeder – hangmérnök
- Pete Wooliscroft – hangmérnök
- James Marsh – borítóterv